# Vardiello

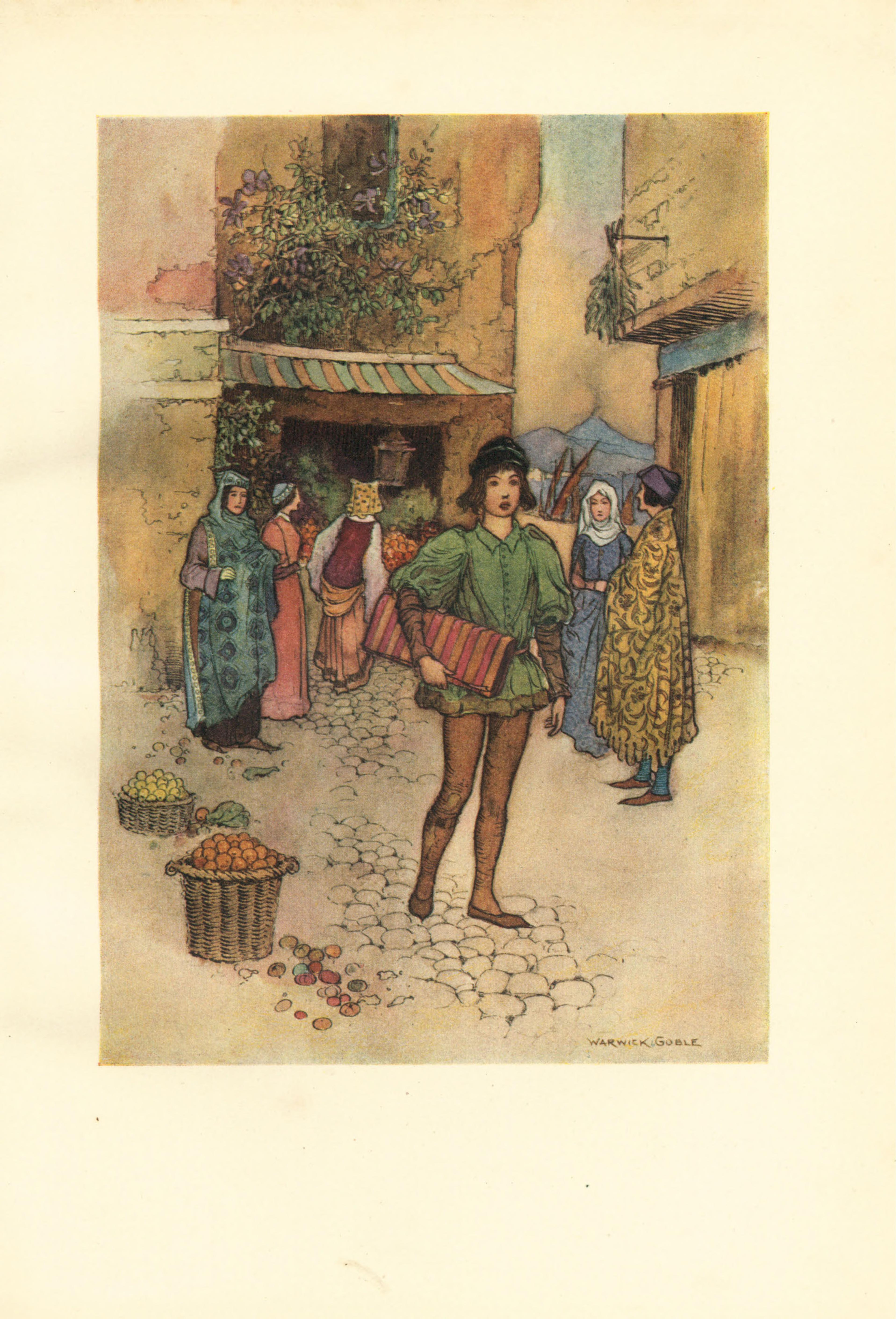
Illustration von Warwick Goble, 1911

Vardiello ist ein Märchen. Es steht in Giambattista Basiles Sammlung Pentameron als vierte Erzählung des ersten Tages (I,4).

## Inhalt
Die Mutter geht aus. Vardiello soll auf die Glucke aufpassen, dass die Eier nicht auskühlen, und nicht vom Konfekt nehmen, das sei giftig. Als die Henne nicht hört, wirft er sie mit einem Holzscheit aus Versehen tot und setzt sich dann selbst auf die Eier, um sie zu wärmen. Zum Trost brät er sich die Henne. Gerade zapft er Wein im Keller, da streiten Katzen um den Braten, derweil läuft der Wein aus. Damit es die Mutter nicht merkt, streut er einen Sack Mehl darüber. Dann isst er den Nusskonfekt und kriecht in den Ofen. Nun soll Vardiello Leinwand verkaufen, aber an keinen, der zu viel redet, so lässt er sie zuletzt bei einer Gipsstatue. Als die nicht zahlt, wirft er einen Stein auf sie und findet einen Topf Gold darin. Damit er es nicht ausplaudert, beschäftigt ihn die Mutter mit Feigen- und Rosinenregen vom Dach. Einmal erzählt er davon und muss ins Irrenhaus.

## Bemerkungen
Der Anfang mit dem Huhn stammt aus Girolamo Morlinis Novelle 49 De matre quae filium custoditum reliquit, der Abschnitt um die Gipsfigur geht auf Hodscha Nasreddin zurück. Der Schluss entspricht etwa Schwänken vom Typ AaTh 1381. Rudolf Schenda nennt als Einfluss noch Giulio Cesare Croces Bertoldino, zur Nachwirkung Giufà in Gonzenbachs Sicilianische Märchen, Nr. 37, Giufà in Pitrès Fiabe, Novelle e Racconti popolari siciliane Nr. 190 und Giucca in Pitrès Novelle popolari toscane Nr. 31, 32. Vardiello erschien auf Deutsch zuerst 1845 in Kletkes Märchensaal, Nr. 4. Vgl. bei Grimm Der Frieder und das Katherlieschen, zum angeblichen Gift auch Der arme Junge im Grab.